# Выборы президента США в округе Колумбия (2024)
Вы́боры Президе́нта США 2024 го́да в о́круге Колу́мбия прошли во вторник, 5 ноября 2024 года. В них приняли участие все 50 штатов, а также округ Колумбия. Избиратели округа Колумбия выбирали выборщиков, которые будут представлять их в Коллегии выборщиков, путём всенародного голосования. Округ Колумбия имеет 3 голоса выборщиков в Коллегии выборщиков после перераспределения в результате переписи населения США 2020 года (территория сохранила имевшееся ранее количество голосов).

## История
В 1961 году округ Колумбия, не являющийся штатом, получил голоса выборщиков благодаря ратификации двадцать третьей поправки к Конституции США. Избиратели штата неизменно отдавали предпочтение кандидатам от Демократической партии начиная с выборов 1964 года.
В 2020 году Джо Байден опередил Дональда Трампа более чем на 85 процентных пунктов. В преддверии выборов 2024 года Камала Харрис заручилась поддержкой видных политических деятелей округа, среди них — «теневой» сенатор Пол Штраус.

## Внутрипартийные выборы

### Праймериз Демократической партии
Праймериз Демократической партии состоялись 4 июня 2024 года.
| Кандидат              | Голоса | %    | Делегаты |
| --------------------- | ------ | ---- | -------- |
| Джо Байден            | 80 240 | 86,9 | 16       |
| Вписанные кандидаты   | 7113   | 7,7  | 0        |
| Марианна Уильямсон    | 3958   | 4,3  | 0        |
| Армандо Перес-Серрато | 1030   | 1,1  | 0        |
| Всего                 | 92 341 | 100  | 16       |

### Праймериз Республиканской партии
Праймериз Республиканской партии состоялись с 1 по 3 марта 2024 года.
| Кандидат                 | Голоса | %    | Делегаты |
| ------------------------ | ------ | ---- | -------- |
| Никки Хейли              | 1274   | 62,8 | 19       |
| Дональд Трамп            | 676    | 33,3 | 0        |
| Рон Десантис (снялся)    | 38     | 1,9  | 0        |
| Крис Кристи (снялся)     | 18     | 0,9  | 0        |
| Вивек Рамасвами (снялся) | 15     | 0,7  | 0        |
| Дэвид Стакенберг         | 8      | 0,4  | 0        |
| Райан Бинкли (снялся)    | 1      | 0,1  | 0        |
| Всего                    | 2030   | 100  | 19       |

## Всеобщие выборы

### Предвыборная статистика
Обозначения:
- Р — равенство
- НП — небольшое преимущество
- ДП — достаточное преимущество
- СП — существенное, но преодолимое преимущество
- ОП — огромное преимущество

| Источник              | Рейтинг | По состоянию на: |
| --------------------- | ------- | ---------------- |
| Cook Political Report | ОП (Д)  | 19 декабря 2023  |
| Inside Elections      | ОП (Д)  | 26 апреля 2023   |
| Sabato's Crystal Ball | ОП (Д)  | 29 июня 2023     |
| DDHQ/The Hill         | ОП (Д)  | 14 декабря 2023  |
| CNalysis              | ОП (Д)  | 30 декабря 2023  |
| CNN                   | ОП (Д)  | 14 января 2024   |
| The Economist         | ОП (Д)  | 12 июня 2024     |
| 538                   | ОП (Д)  | 11 июня 2024     |
| RCP                   | ОП (Д)  | 26 июня 2024     |